# Archegos Capital Management
Archegos Capital Management — американский семейный офис, которым управлял Билл Хван.

## История
Билл Хван входил в узкий круг аналитиков, которые учились у пионера индустрии хедж-фондов Джулиана Робертсона. Многие из этого круга впоследствии стали миллиардерами. В 2001 году при поддержке Робертсона он основал фонд Tiger Asia Management.
Хван в 2012 году обвинялся в инсайдерской торговле акциями китайских банков и мошенничестве. Он заплатил $44 млн для урегулирования обвинений в незаконной торговле, выдвинутых против него Комиссией по ценным бумагам и биржам (SEC) в связи с этим инцидентом. После этого фонд сменил название на Archegos. Хван превратил его в свой семейный офис.

## Крах
В 2020 году Archegos Capital Management открыл большие позиции по ряду компаний, используя кредитное плечо, которое предоставляли брокеры в США. После того как акции ViacomCBS и некоторых других компаний упали, фонд начал нести убытки и денежных средств компании уже не хватало для покрытия своих позиций, брокеры, согласно процедуре маржинального кредитования, потребовали довнести обеспечение. Когда этого не произошло, последовали принудительные продажи этих акций со стороны брокеров, что привело к ускоренному снижению котировок, так как каждый брокер спешил сократить уже свои убытки.
26 марта 2021 года акции американских компаний из сектора коммуникаций ViacomCBS, Discovery, Inc., а также китайских Baidu, Tencent Music и другие подверглись распродажам и потеряли десятки процентов в стоимости. Morgan Stanley, Goldman Sachs и Deutsche Bank быстро избавились от крупных пакетов акций этих и других компаний, а объём продаж приблизился к $30 млрд. Goldman Sachs продал бумаг на сумму $10,5 млрд, Morgan Stanley — на $8 млрд.
29 марта распродажи акций продолжились. Большую часть продаж совершил Wells Fargo. Банк реализовал пять пакетов акций в сумме на $2,14 млрд: ViacomCBS — 18 млн акций по $48 за штуку; Baidu — 2,8 млн депозитарных расписок по $198 за бумагу; Farfetch, онлайн-платформы для продажи люксовой одежды в розницу — 5 млн акций по $47 за штуку; Vipshop — 12 млн депозитарных расписок по $28,5 за штуку; Iqiyi, китайской видеоплатформы — 8,5 млн депозитарных расписок по $16,5 за бумагу. Около 20 млн акций ипотечной компании Rocket Cos выбросил на рынок Morgan Stanley за $0,5 млрд. Credit Suisse и Nomura также сообщили, что закрывают значительные позиции.

## Последствия
Прежде всего, прошел обвал в акциях компаний из сектора коммуникаций. За неделю цены акций ViacomCBS снизились на 46 %, Discovery — на 50 %, Tencent Music — на 34 %, Baidu — на 19 %.
После этого сайт Archegos Capital Management перестал быть доступным.
Попытки найти отчеты Archegos Capital в базе SEC — EDGAR (Electronic Data Gathering, Analysis, and Retrieval system; Электронная система сбора, анализа и выдачи данных) не дали результата, так как она является семейным офисом и не подпадает под требования о предоставлении соответствующих отчетов. Семейные офисы, которые управляют одним состоянием, обычно освобождаются от регистрации в качестве инвестиционных консультантов в SEC. Этим и воспользовался Хван, избегая отчетности, он не раскрыл своих владельцев, руководителей и точное количество денег, которыми он управляет. Хван никогда не подавал отчет по форме 13F о своих активах, который каждый инвестиционный менеджер, владеющий акциями США на сумму более $100 млн, должен заполнять в конце каждого квартала.
Большая часть кредитного плеча фонду была предоставлена банками через свопы на совокупный доход. Это дало возможность Archegos не раскрывать свои позиции в нормативных документах, поскольку они находились на балансах банков.
Швейцарский Credit Suisse заявил 29 марта о значительном ударе по результатам первого квартала после того, как он начал закрывать позиции в американском хедж-фонде, который объявил дефолт по маржинальным требованиям. Стоимость акций Credit Suisse снизилась на 14 %. Акции японской финансовой компании Nomura подешевели в Токио на 16 %. Nomura 29 марта заявила, что её дочерняя компания в США, возможно, понесет убыток порядка $2 млрд. Акции американских инвестбанков Morgan Stanley и Goldman Sachs подешевели на 2,63 % и 0,51 % соответственно, так как обе компании сумели вовремя продать акции и не понесли существенных убытков.
Совокупная капитализация компаний, акции которых распродавались 26 и 29 марта, упала на $35 млрд.
Credit Suisse в итоге потерпел убытки на $4,7 млрд и решил ужесточить условия финансирования, которые он предоставляет хедж-фондам и семейным офисам. Банк перешел от статической маржи к динамической. После этого компанию покинули генеральный директор инвестиционного подразделения Брайан Чин и директор по управлению рисками Лара Уорне. Последствиями краха Archegos Capital Management стало и то, что Credit Suisse сократил дивиденды за 2020 год и приостановил обратный выкуп акций до восстановления ключевого показателя прочности капитала.
Комиссия по ценным бумагам и биржам США (SEC) начала расследование причин банкротства фонда Archegos. Регулятор вызвал для беседы представителей Credit Suisse, Nomura, Goldman Sachs и Morgan Stanley. Также Управление США по контролю в финансовой индустрии (FINRA) и британское Управление по финансовому надзору (FCA) начали собирать информацию у банкиров и брокеров.